# Petrochelidon fulva
Petrochelidon fulva е вид птица от семейство Лястовицови (Hirundinidae).

## Разпространение
Видът е разпространен в Американските Вирджински острови, Бахамските острови, Белиз, Доминиканската република, Еквадор, Канада, Кайманови острови, Куба, Мексико, Малки далечни острови на САЩ, Панама, Перу, Пуерто Рико, Салвадор, САЩ, Хаити и Ямайка.